# Piazza della Repubblica (Ferrara)
Piazza della Repubblica è un'importante opera architettonica di Ferrara, posta nel centro cittadino e nata attorno al XVI secolo come macelleria ducale e poi, come vera piazza, alla fine del XIX secolo.

## Origini del nome

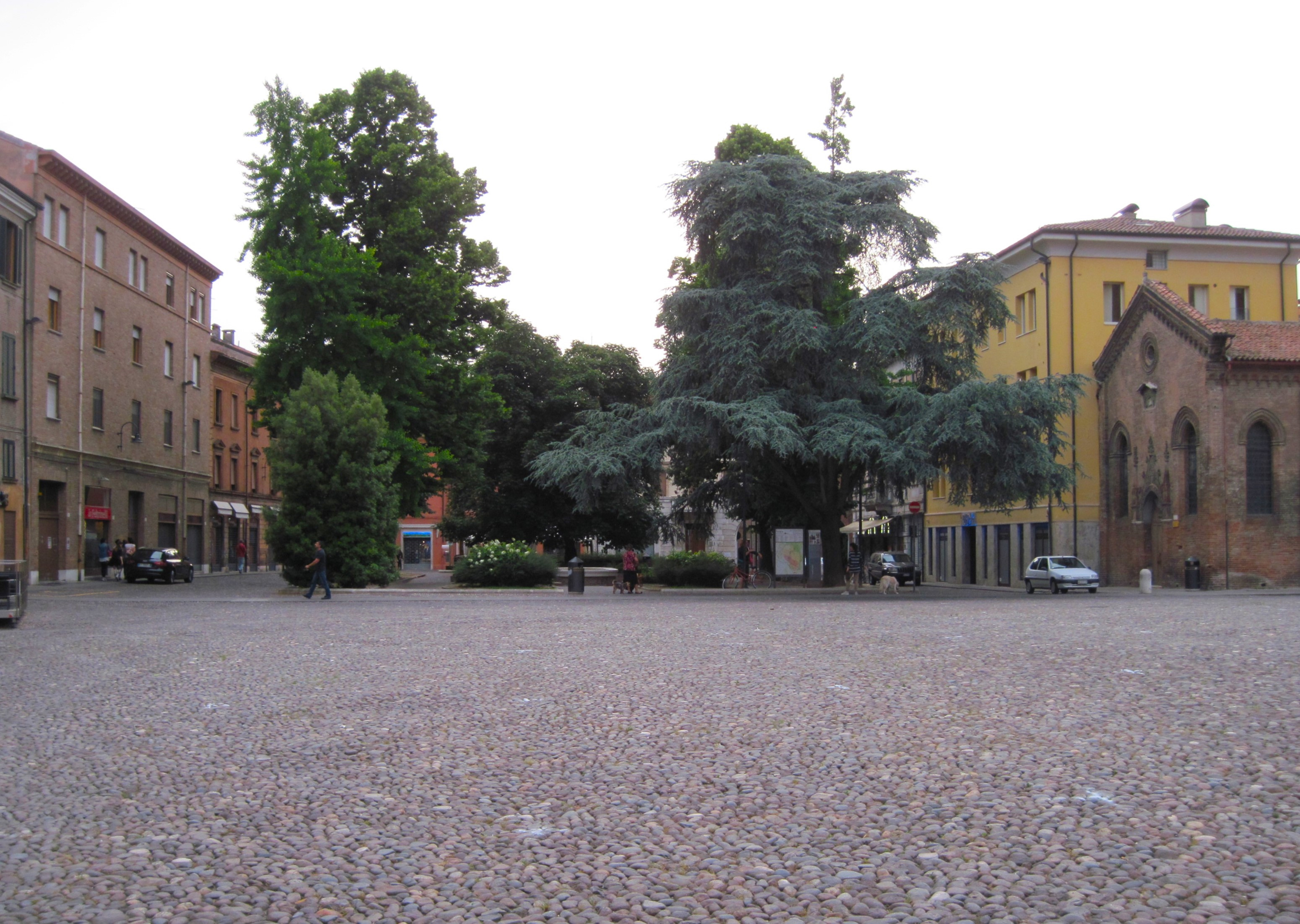
Piazza della Repubblica vista da Piazza Castello. Sulla destra la chiesa di San Giuliano

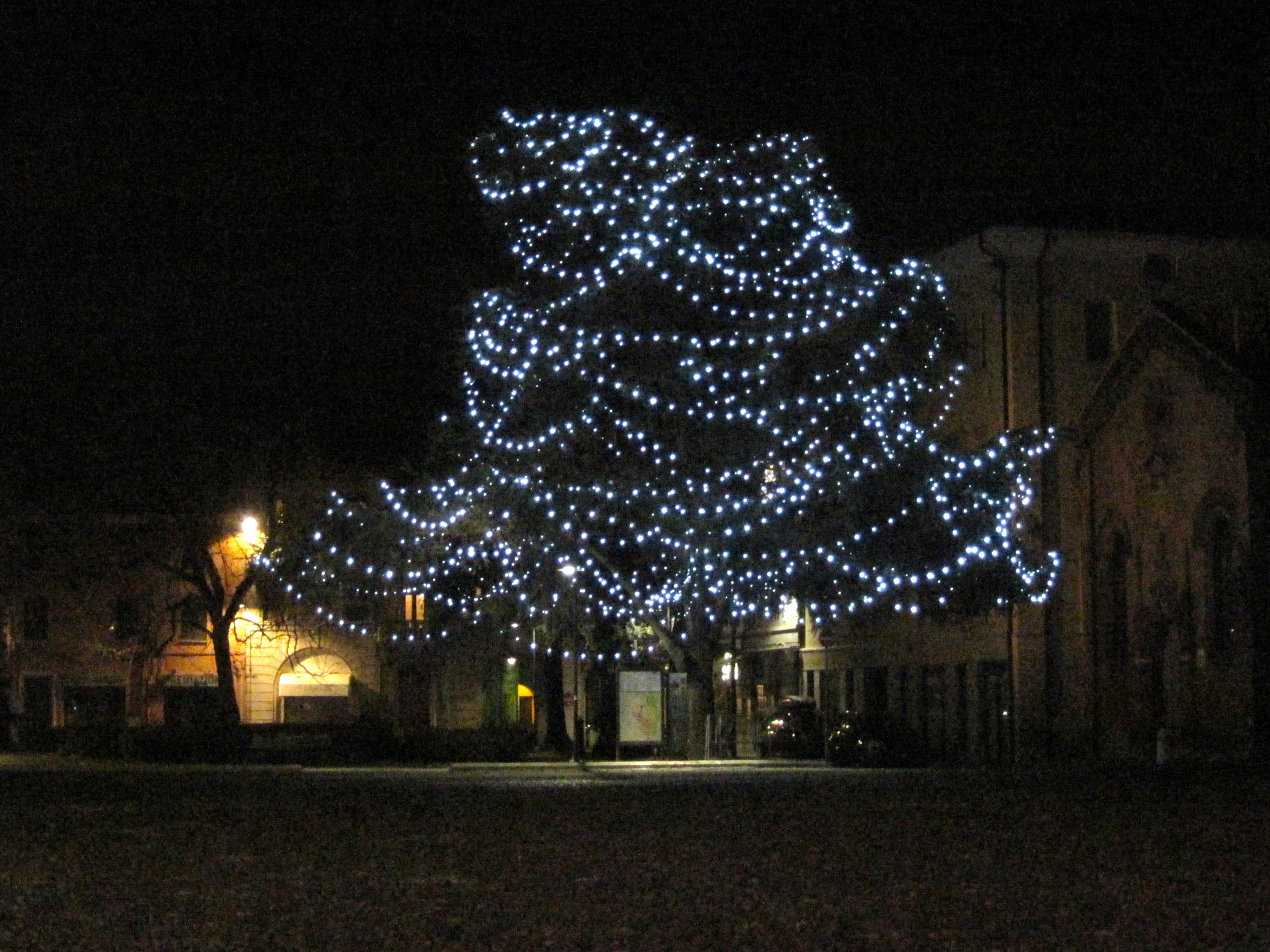
Vista della piazza nel periodo natalizio

Il primo nome dato alla piazza, dopo che venne abbattuto l'edificio che vi sorgeva, fu piazza Torquato Tasso. Dopo il 1927, quando vi venne trasferito il monumento raffigurante il re d'Italia divenne piazza Vittorio Emanuele. Col trasferimento della statua del sovrano divenne infine piazza della Repubblica.

## Storia
Il sito dove si trova la piazza ai tempi Alfonso I d'Este ospitò una grande macelleria (Beccheria) dalla quale gli Este rifornivano la loro corte. In precedenza sullo stesso spazio erano collocate cantine, forni e uffici per le tasse, mentre la macelleria si trovava sotto la via Coperta, che unisce il Castello Estense al palazzo Ducale. Attorno all'edificio della macelleria col tempo sorsero varie botteghe, locande e osterie. Tutta l'area era destinata ad attività legate al commercio alimentare, e la stessa vicina Piazza Castello, come riportano anche le targhe della piazza stessa, era chiamata Piazza dei Pollaiuoli. La funzione di centro per il commercio della carne e poi del pesce finì definitivamente entro la fine del XIX secolo e, abbattuto l'edificio dell'antica macelleria, venne aperta una piccola piazza, che fu dedicata a Torquato Tasso. Nel 1927 al centro della piazza venne collocato il monumento a Vittorio Emanuele II, che era stato sino a quel momento in piazza della Cattedrale. Dopo la fine della seconda guerra mondiale la statua del sovrano venne spostata nel Museo del Risorgimento e della Resistenza sino alla sua chiusura nel 2020 e la piazza divenne uno spazio verde con la centro una grande fontana bassa con numerosi spruzzi diretti verso il suo centro. Attorno agli anni settanta si parlò di trasformare la piazza in parcheggio ma non se ne fece nulla. A partire dal XXI secolo la piazza è stata riqualificata e durante i lavori si sono recuperati alcuni manufatti di epoca estense.

## Descrizione
La piazza è uno spazio a quadrilatero racchiuso da edifici nei suoi lati a nord, ovest e sud. Verso est è aperto verso Piazza Castello. Si tratta di una piazza di piccole dimensioni, con basso muretto di recinzione all'interno del quale vi sono panchine e una fontana. Questa fontana, per decisione dell'amministrazione Comunale di Ferrara del 17 gennaio 2023, è stata destinata a celebrare, con le variazioni cromatiche dei suoi zampilli,  varie giornate come la Giornata internazionale della donna, la Giornata mondiale dell'acqua, la Giornata mondiale per la consapevolezza sull'autismo e la Giornata della Terra.

## Punti d'interesse
La piazza è nel centro cittadino.
- Chiesa di San Giuliano, a nord. La chiesa risale al XV secolo ed è sconsacrata.
- Piazza Castello, a est, e della quale è un'appendice. Venne costruita attorno al XV secolo dopo la costruzione del Castello Estense.